# الحزب الشيوعي البلغاري
الحزب الشيوعي البلغاري ( البلغارية : Българска комунистическа партия (БΚП)، بالحروف اللاتينية : Bŭlgarska komunisticheska Partiya ؛ BKP ) كان الحزب المؤسس والحاكم لجمهورية بلغاريا الشعبية منذ عام 1946 م حتى عام 1990 م، عندما توقفت البلاد عن أن تكون دولة اشتراكية تابعة للاتحاد السوفيتي . كان الحزب قد هيمن على جبهة الوطن ، وهو ائتلاف تولى السلطة في عام 1944 م، في أواخر الحرب العالمية الثانية ، بعد أن قاد انقلابًا ضد النظام القيصري في بلغاريا بالتزامن مع عبور الجيش الأحمر للحدود. كانت تسيطر على قواتها المسلحة، جيش الشعب البلغاري .
تم تنظيم الحزب الشيوعي البلشفي على أساس المركزية الديمقراطية ، وهو مبدأ قدمه المفكر والزعيم الماركسي الروسي فلاديمير لينين ، والذي يستلزم مناقشة الديمقراطية المفتوحة حول السياسة بشرط الوحدة في دعم السياسات المتفق عليها. كان أعلى هيئة في الحزب الشيوعي البلشفي هو مؤتمر الحزب، الذي يعقد كل خمس سنوات. عندما لم يكن مؤتمر الحزب منعقدًا، كانت اللجنة المركزية هي الهيئة الأعلى، ولكن نظرًا لأن الهيئة كانت تجتمع عادةً مرة واحدة في السنة، فقد كانت معظم الواجبات والمسؤوليات منوطة بالمكتب السياسي ولجنته الدائمة. وكان زعيم الحزب يشغل منصب الأمين العام.
كان الحزب الشيوعي البلشفي ملتزمًا بالماركسية اللينينية ، وهي أيديولوجية مبنية على كتابات الفيلسوف الألماني كارل ماركس ولينين (من عام 1922 إلى عام 1953 كما صاغها الزعيم السوفييتي جوزيف ستالين ). وفي ستينيات القرن العشرين، أعلن الحزب الشيوعي الصيني عن بعض الإصلاحات الاقتصادية، التي سمحت بالبيع الحر للإنتاج الذي يتجاوز الكميات المخطط لها. لقد طور الحزب الشيوعي البلغاري تدريجياً سياسة وطنية صريحة ضد الأقليات المسلمة والتركية وذهب إلى أبعد من ذلك بكثير في هذا الاتجاه من أي نظام شيوعي آخر في أوروبا الشرقية.  بعد تولي رئيس الوزراء السوفييتي ميخائيل جورباتشوف السلطة في عام 1985، خضع الحزب الشيوعي البلغاري لتحرير سياسي واقتصادي ، مما أدى على الفور إلى تصفية الحزب وحل جمهورية بلغاريا الشعبية بالكامل. بعد نهاية الحزب الشيوعي البلغاري، أعيدت تسمية الحزب إلى الحزب الاشتراكي البلغاري في عام 1990، على الرغم من أن بلغاريا احتفظت بدستورها من العصر الاشتراكي حتى عام 1991 م إلى جانب عضويتها في حلف وارسو حتى حله في نفس العام.

## أنظر أيضاً
- بوزلودجا
- سياسة الكتلة الشرقية
- تاريخ بلغاريا